# Остин, Джейк Т.
Джейк Тора́нсо О́стин Шима́нски (англ. Jake Toranzo Austin Szymanski), более известный как Джейк Ти О́стин (англ. Jake T. Austin; род. 3 декабря 1994, Нью-Йорк, США) — американский актёр. Известен ролью Макса Руссо из телесериала «Волшебники из Вэйверли Плэйс».

## Биография
Джейк Ти Остин родился 3 декабря 1994 года в Нью-Йорке. Отец — Джой Шимански, польско-ирландско-английского происхождения, мать — Джини, пуэрторикано-аргентино-испанского происхождения. Есть сестра Ава, 2001 года рождения.

## Карьера
Джейк начал свою актерскую карьеру в 2001 году, когда ему было всего 7 лет от роду. 

## Личная жизнь
В январе 2016 года Джейк объявил, что встречается с фанаткой Даниэль Цезарь.

## Фильмография
| Год  | Фильм                           | Роль                | Заметки        |
| ---- | ------------------------------- | ------------------- | -------------- |
| 2006 | Гроза муравьёв                  | Ники (голос)        |                |
| 2006 | Победитель                      | Янки Ирвинг (голос) | Главная роль   |
| 2007 | Джонни Капахала: Снова на доске | Крис                | Главная роль   |
| 2009 | Отель для собак                 | Брюс                | Главная роль   |
| 2010 | Совершенная игра                | Энжел Макиас        | Главная роль   |
| 2011 | Рио                             | Фернандо (голос)    |                |
| 2011 | Марвин Марвин                   | —                   | В производстве |
| 2014 | Король сафари                   | Кумба (голос)       |                |
| 2014 | Том Сойер и Гекльберри Финн     | Гекльберри Финн     | Главная роль   |

### Телевидение
| Год                    | Сериал                                      | Роль               | Заметки                                         |
| ---------------------- | ------------------------------------------- | ------------------ | ----------------------------------------------- |
| 2003                   | Late Show with David Letterman              | Мальчик 1698       | 1 серия                                         |
| 2004                   | Даша-следопыт                               | Диего (голос)      | В титрах — Jake Toranzo Szymanski               |
| 2007                   | Джонни Капахала: назад на доску             | Крис               | Главная роль Disney Channel Original Movie      |
| 2007                   | Disney Channel Games                        | самого себя        |                                                 |
| 2005-2008              | Вперед, Диего, вперёд!                      | Диего (голос)      | Главная роль Credited as Jake Toranzo Szymanski |
| 2008                   | Studio DC: Almost Live                      | самого себя        | в титрах — Джейк Остин                          |
| 2008                   | Disney Channel Games                        | самого себя        | в титрах — Джейк Остин                          |
| 2008                   | Happy Monster Band                          | Блюз (голос)       | Главная роль                                    |
| 2009                   | Люкс-жизнь на палубе                        | Макс Руссо         | 1 серия «Wizards on Deck with Hannah Montana»   |
| 2009                   | Волшебники из Вэйверли Плэйс в кино         | Макс Руссо         | Главная роль                                    |
| 2007 - настоящее время | Волшебники из Вэйверли Плейс                | Макс Руссо         | Главная роль                                    |
| 2011                   | Старый Новый год                            | Сэт                |                                                 |
| 2013-2015              | Фостеры                                     | Хесус Адамс Фостер | Главная роль                                    |
| 2013                   | Возвращение волшебников: Алекс против Алекс | Макс Руссо         | Главная роль                                    |

## Награды
| Год  | Награда                                             | Категория                                                | Роль                                                                | Сериал                       | Результат | Примечания |
| ---- | --------------------------------------------------- | -------------------------------------------------------- | ------------------------------------------------------------------- | ---------------------------- | --------- | ---------- |
| 2006 | Best Performance in a Voice-Over Role — Young Actor | Diego                                                    | Go, Diego, Go!                                                      | Номинация                    | [ 4 ]     |            |
| 2007 | Imagen Foundation Award                             | Лучший актёр                                             | Диего                                                               | Go, Diego, Go!               | Номинация | [ 5 ]      |
| 2007 | Young Artist Award                                  | Лучшее выступление — Молодой актёр                       | Янки Ирвинг                                                         | Everyone’s Hero              | Номинация | [ 6 ]      |
| 2008 | ALMA Award                                          | «Outstanding Male Performance in a Comedy TV Series»     | Макс Руссо                                                          | Волшебники из Вэйверли Плейс | Номинация | [ 7 ]      |
| 2008 | Young Artist Award                                  | Best Young Ensemble Performance in a TV Series           | Макс Руссо (с актерами: Селена Гомес, Дэвид Хенри, Дженнифер Стоун) | Волшебники из Вэйверли Плейс | Номинация | [ 8 ]      |
| 2009 | Teen Choice Award                                   | Choice TV: Sidekick                                      | Макс Руссо                                                          | Волшебники из Вэйверли Плейс | Номинация | [ 9 ]      |
| 2009 | Young Artist Award                                  | Best Performance in a TV Series — Leading Young Actor    | Макс Руссо                                                          | Волшебники из Вэйверли Плейс | Номинация | [ 10 ]     |
| 2010 | Young Artist Award                                  | Best Performance in a Feature Film — Leading Young Actor | Брюс                                                                | Отель для собак              | Номинация | [ 11 ]     |
| 2010 | Young Artist Award                                  | Best Performance in a TV Series — Leading Young Actor    | Макс Руссо                                                          | Волшебники из Вэйверли Плейс | Номинация | [ 11 ]     |